# Leighton Clarkson
Leighton Clarkson, né le 19 octobre 2001 à Blackburn, est un footballeur anglais qui évolue au poste de milieu défensif à l'Aberdeen FC.

## Biographie
Né à Blackburn, dans le Lancashire,, Leighton Clarkson grandit dans une famille de fervents supporteurs des Blackburn Rovers, qu'il confie être également son équipe de cœur.
Ayant commencé sa formation dans le petit club de Clitheroe, il signe à l'académie de Liverpool à l'age de 9 ans où il brille notamment avec les moins de 18 ans, sous les ordres de Steven Gerrard.
Clarkson fait ses débuts professionnels pour Liverpool le 17 décembre 2019, en entrant en jeu en cours de partie lors d'un match à l'extérieur contre Aston Villa en quarts de finale de la Coupe de l'EFL.
Le 4 février 2020, il joue comme titulaire dans la rencontre de 4e tour de FA Cup contre Shrewsbury Town, remportée 1-0 par ce qui est alors la plus jeune équipe de l'histoire de Liverpool, aux côtés de joueurs comme Neco Williams, Harvey Elliott ou Curtis Jones.
Performant lors des matchs de présaison en 2020, notamment contre les Blackburn Rovers, où il marque un but,, il fait partie de la dernière vague de jeunes que Klopp intègre progressivement à son groupe professionnel, à l'image de Rhys Williams ou Billy Koumetio.
Le 9 décembre 2020, il est titularisé pour ses débuts en Ligue des champions, lors du dernier match de poule de Liverpool contre le club danois du FC Midtjylland, alors que les liverpuldiens sont déjà assurés de finir premiers de leur groupe.
Le 16 août 2021, il est prêté à Blackburn Rovers.
Le 15 juin 2023, il rejoint Aberdeen,.

## Palmarès

### En club
Aberdeen FC
- Coupe d'Écosse (1) :
  - Vainqueur en 2025
- Coupe de la Ligue écossaise (0) : 
  - Finaliste en 2024